# الشعب (السياني)

تعديل مصدري - تعديل

الشعب  إحدى حارات مدينة السياني بمحافظة إب، بلغ تعداد سكانها 138 نسمة حسب تعداد اليمن لعام 2004.